# Giszowiec

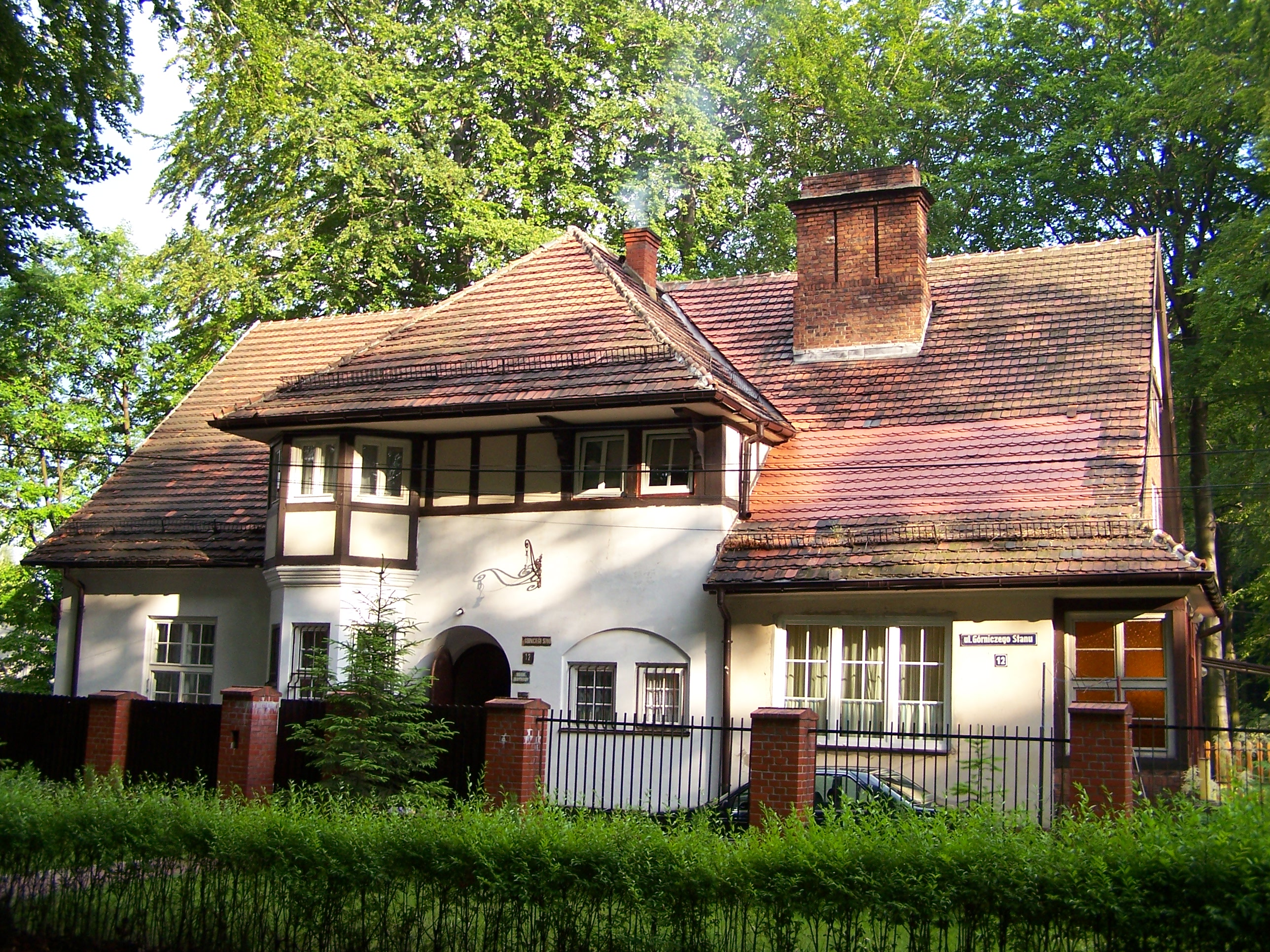
Vornehmes Wohnhaus in Giszowiec

Giszowiec (deutsch Gieschewald) gehört zu den östlichen Stadtteilen von Kattowitz in der Woiwodschaft Schlesien in Polen. Die 1907 gegründete Kolonie hat etwa 18.600 Einwohner und eine Fläche von 12 km².

## Lage

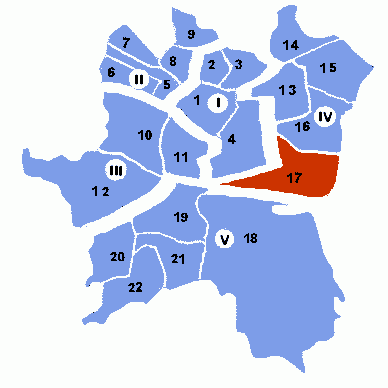
Giszowiec im Kattowitzer Stadtgebiet

Giszowiec liegt rund 7 km südöstlich der Innenstadt von Kattowitz und hat die geografischen Koordinaten 50° 14′ N, 19° 4′ O. Der Stadtteil wird im Norden von der Autobahn A4 sowie von der Schnellstraße E75 im Westen umschlossen, im Süden und Osten bildet die nahe gelegene Stadtgrenze zu Mysłowice eine Grenze. Die Siedlung liegt etwas abseits der anderen Stadtteile und ist von Grünflächen und Wald umgeben. Die nächsten Stadtteile sind Murcki 3 km südwestlich sowie Janów und Nikiszowiec im Norden, die aber alle jenseits der Schnellstraßen liegen.

## Geschichte

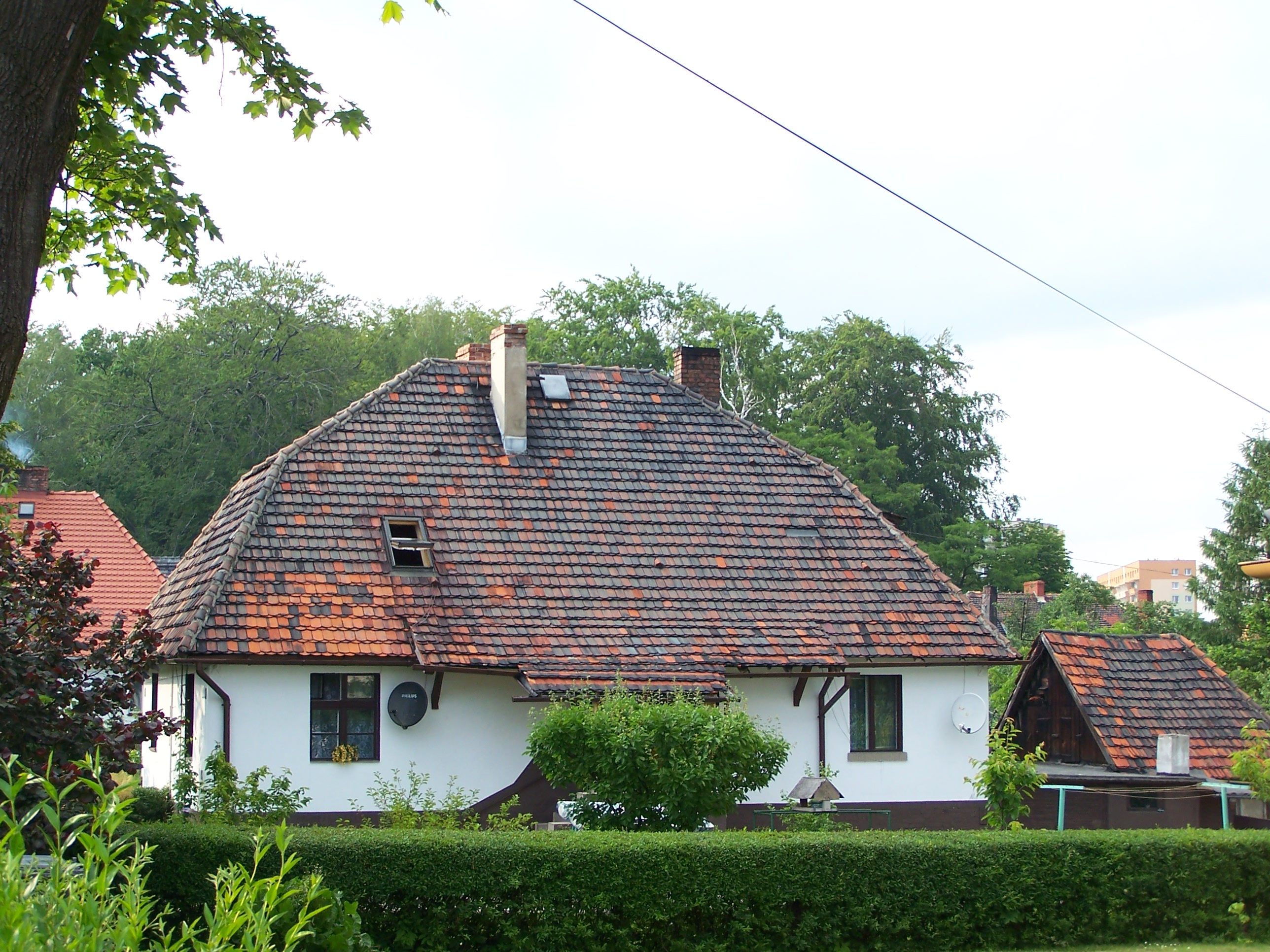
Wohngebäude der Kolonie

Straße in Giszowiec

### Entstehung
Die Kolonie Gieschewald hat keine weit zurückreichende Geschichte. Der Konzern Georg von Giesches Erben, der viele Bergwerke in Oberschlesien besaß, plante für seine Werksarbeiter und Angestellten in den Werken der benachbarten Gemeinden eine eigene Siedlung. Der Unternehmensname bezog sich auf Georg von Giesche, der sich bereits im 18. Jahrhundert in Oberschlesien verschiedene Abbaurechte gesichert und damit den Giesche-Konzern gegründet hatte. Bereits 1899 hatte der Konzern die Ländereien des Guts Gieschewald vom Grafen von Tiele-Winkler erworben. Die Colonie Gieschewald wurde 1907, im Jahr des 200-jährigen Unternehmensjubiläums, gegründet.

### Aufbau der Kolonie
Auf freiem Feld wurde mit dem Bau der auf dem Reißbrett geplanten neuen Siedlung begonnen. Der leitende Direktor war Anton Uthemann, der sich um das Entstehen und Gedeihen der neuen Siedlung kümmerte. Nach seinen Vorstellungen lieferte das Architekturbüro Georg und Emil Zillmann aus Berlin-Charlottenburg den Siedlungsentwurf, der sich an örtliche Dörfer und englische Gartenstädte anlehnte. 
Die Bergmannssiedlung in Nickischschacht/Nikiszowiec wurde ebenfalls von ihnen entworfen. Es standen 960.000 m² auf einem Areal von 800 m Breite und 1,2 km Länge zur Verfügung, das genügend Platz für Häuser von 600 Familien bieten sollte. Der Grundriss war somit ein Rechteck, an dessen Kanten eine Straße verlief und den ganzen Ort umgab. Von dort führten vier Hauptstraßen X-förmig zum Marktplatz; die Zwischenräume waren mit Nebenstraßen durchsetzt.
Damit Gieschewald als selbständige Gemeinde bestehen konnte, musste sie über eigene Institutionen verfügen und die Versorgung der Bevölkerung sichergestellt werden. So bildete der Marktplatz (heute: Plac pod Lipami) das Zentrum der Gemeinde und wurde mit Linden bepflanzt, die bis heute erhalten sind. Hier wurden neben der Verwaltung auch ein Gasthaus und Kaufhäuser gebaut, außerdem entstand hier eine Oberförsterei für die umliegenden waldreichen Gebiete und eine eigene Schule. 
Nördlich des Marktplatzes wurden Schlafhäuser errichtet, die Platz für 300 Bergleute boten, die hier ohne Familie lebten. Um die Hygiene des Ortes zu gewährleisten, wurde in der Nähe eine Wasch- und Badeanstalt errichtet, die, wie die ganze Kolonie, mit Trinkwasser aus dem Wasserturm versorgt wurde. Er befand und befindet sich am südwestlichen Ortsausgang, an der Straße nach Emanuelssegen. 
Von dort führte die Kattowitzer Chaussee (heute: ul. Pszczynska), an der die Villa Uthemanns erbaut wurde, zur nördlichen Ortsgrenze, wo ein Zollhaus stand. Innerhalb des „Rechtecks“ standen Mehrfamilienhäuser mit vergleichsweise hohem sozialen Standard. Sie waren jedoch nicht alle gleicher Bauart, sondern unterschieden sich durch ihre verschiedenen Dachformen. Dort waren Wohnungen für Arbeiter untergebracht (bis zu 45 m²), größere Wohnflächen wurden den Beamten und Lehrern zugestanden (bis zu 120 m²). An jedes Haus grenzte ein Garten mit Wirtschaftsgebäuden. Die einmalige Kolonie wurde im Laufe von drei Jahren bis 1910 fertiggestellt.
Der Großteil der Bevölkerung arbeitete im Giesche-Bergwerk (heute: Wieczorek) in Janów sowie in Zink- und Bleihütten der Umgebung. Die Gesamtkosten der Kolonie Gieschewald werden auf 5 Millionen Mark geschätzt. Gieschewald wurde 1914 durch eine Schmalspurbahn mit Janów verbunden. Die Kolonie war die ganze Zeit eigenständige Gemeinde.

### Schlesische Aufstände
Zahlreiche Bewohner Gieschewalds nahmen an den Schlesischen Aufständen teil und lieferten sich Gefechte mit deutschen Soldaten und Freiwilligen, bei denen insgesamt 12 Aufständische getötet wurden. Ihnen gelang es, am 20. August 1920 die ganze Kolonie einzunehmen und auch zu halten. Bei der Volksabstimmung stimmte die Bevölkerung des „besetzten“ Gieschewald mit über 70 % für die Angliederung Oberschlesiens an Polen und gab somit deutlich mehr Stimmen für Polen ab als der Rest des Abstimmungsgebietes, der mehrheitlich für Deutschland votierte.

### Gieschewald in Polen
Am 20. Juni 1922 wurde Gieschewald als Giszowiec Teil der neuen Woiwodschaft Schlesien und war seitdem Teil Polens. In den Folgejahren wurden zahlreiche polnische Vereine gegründet, darunter auch ein Gesangverein. Giszowiec verlor seine Unabhängigkeit 1924, als es von der neuen Gemeinde Janów einverleibt wurde. Kirchlich war es schon seit 1912 mit Janów verbunden, da es zur dortigen Pfarrei gehörte, vorher hatte es zur Pfarrei Myslowitz gehört. Der Konzern Giesches Erben wurde 1926 von amerikanischen Investoren übernommen. Am 27. Oktober 1927 wurde die Annenkirche geweiht.
Deutsche Truppen besetzten am 4. September 1939 die Siedlung und sie wurde wieder ins Deutsche Reich eingegliedert. Während dieser Zugehörigkeit wurde versucht, vieles zu vernichten, das an die polnische Zwischenkriegszeit erinnerte: So wurde unter anderem das Denkmal der Schlesischen Aufstände abgerissen. Giszowiec wurde am 27. Januar 1945 von sowjetischen Truppen besetzt. Nach dem Zweiten Weltkrieg wurde Giszowiec dem Stadtkreis Szopienice eingegliedert (1947). 1948 wurde die neue Stanislauskirche fertiggestellt und neun Jahre später  eine eigene Pfarrei gegründet (28. Mai 1957). 1960 wurde der Stadtkreis Szopienice aufgelöst, dem Giszowiec seit 1951 angehörte, und der Ort wurde – wie die Kreisstadt selbst – Stadtteil von Kattowitz.
Im Laufe der Zeit veränderte sich das Aussehen der Kolonie immer mehr. 1964 wurde auf dem Gebiet der Kolonie nach Steinkohlefunden das Staszic-Steinkohlebergwerk errichtet. Um den Zustrom neuer Arbeiter aufzunehmen, wurden neue Wohngebiete ausgewiesen. Es wurde beschlossen, dass die Kolonie abgerissen und auf dem Gebiet eine neue Siedlung mit zehnstöckigen Wohnblöcken errichtet werden sollte. So wurde 1969 die Stanisław-Staszic-Wohnsiedlung erbaut, die sich in den nächsten Jahrzehnten immer näher an die alte Kolonie annäherte. Im Westteil und Ostteil ersetzten neue Plattenbauten die alten Backsteinhäuser, und die Kolonie begann ihren alten Charakter einer Werkssiedlung zu verlieren. Mit den Beschlüssen des zuständigen Konservators von 1978 und 1987, die alte Bebauung unter Denkmalschutz zu stellen, konnte die Kolonie gerettet werden. In den neunziger Jahren wurde damit begonnen, die historische Siedlung zu pflegen und auch wiederherzustellen. Trotzdem blieb nur ein Drittel der alten Bebauung erhalten. 1984 wurde mit dem Bau der Barbarapfarrkirche in der Staszic-Siedlung begonnen.
Giszowiec ist auch heute noch von Wald umgeben und ist durch seine relativ große Entfernung zur städtischen Enge ein beliebter Naherholungsort für die Bewohner der ganzen Stadt und, da es die einzige Gartenstadt in Polen ist, gern besucht. Die Wohnhäuser der Kolonie wurden 1999 der Stadt Kattowitz übertragen. Seitdem werden die Häuser an Privatpersonen verkauft.

### Bevölkerungsentwicklung
| Jahr   | Einwohner |
| ------ | --------- |
| 1909 ¹ | 1.349     |
| 1910   | 4.358     |
| 1935   | 5.000     |
| 1936   | 5.463     |
| 1997   | 19.800    |
| 2003   | 18.600    |

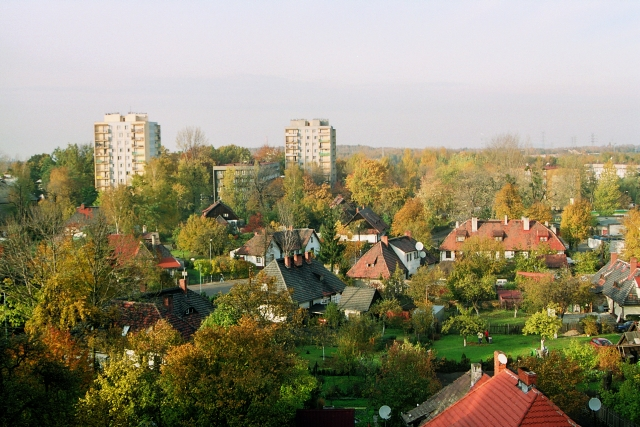
Blick auf Giszowiec

¹ noch vor Fertigstellung der Siedlung

## Bildung
In der alten Kolonie gibt es eine Grundschule (Szkoła podstawowa nr. 51) mit rund 1000 Schülern. Das Schulgebäude wurde 1993 in Betrieb genommen und ist somit das neueste in Giszowiec. Die zwei Mittelschulen sind deutlich älter. In den siebziger Jahren wurde das Konopnicka-Gymnasium (Gimnazjum nr. 16 im. Marii Konopnickiej) errichtet. Die Schulchroniken reichen jedoch bis 1908 zurück, also den Anfängen der Gieschewalder Schulgeschichte. Hier gibt es 400 Schüler. Es besteht außerdem noch ein zweites Gymnasium (Gimnazjum nr. 15) mit 374 Schülern.

## Sehenswertes
- Kolonie Gieschewald mit erhaltener Straßenaufteilung und Werkswohnhäusern (1907–1910)
- Wasserturm aus der Entstehungszeit der Kolonie
- Waldgebiete in der Umgebung